# Leiotulus involucratus
Leiotulus involucratus är en flockblommig växtart som först beskrevs av Pierre Edmond Boissier och Wilhelm von Spruner, och fick sitt nu gällande namn av Pimenov och T.A.Ostroumova. Leiotulus involucratus ingår i släktet Leiotulus och familjen flockblommiga växter. Inga underarter finns listade i Catalogue of Life.